# Реймерс, Фёдор Эдуардович
Фёдор Эдуардович Реймерс (25 июля 1904, Екатеринослав, Российская империя — 12 августа 1988, Новосибирск, СССР) — советский физиолог растений.

## Биография
Родился 25 июля 1904 года в Екатеринославе. В 1925 году поступил в Одесский сельскохозяйственный институт, который он окончил в 1930 году. С 1930 по 1931 год работал спецзавхозом Новополтавского сельскохозяйственного института, с 1931 по 1932 год занимал должность заместителя директора Уманского техникума свеклосеяния. В 1932 году переехал в Москву, где с 1932 по 1950 год работал в НИИ овощного хозяйства. В 1950 году в связи с общей ситуацией с биологической наукой, переехал вместе с семьёй сначала в Иркутск, а затем в Новосибирск. С 1950 по 1976 год занимал должность директора Института физиологии и биохимии растений. С 1976 по 1988 год заведовал лабораторией физиологии созревания и прорастания семян в Новосибирском научном центре.
Скончался 12 августа 1988 года в Новосибирске.

## Личная жизнь
Фёдор Реймерс был женат. Сыном учёного является Николай Реймерс (1931—1993) — советский зоолог, эколог, доктор биологических наук и профессор, переживший отца всего на 5 лет.

## Научные работы
Основные научные работы посвящены изучению физиологии онтогенеза культурных растений.
- Изучал физиологические особенности стадий яровизации и фотопериодизма дву- и многолетних растений.
- Разработал методы повышения всхожести семян сельскохозяйственных культур в условиях Сибири.

## Членство в обществах
- 1970—1988 — Член-корреспондент АН СССР.

## Основные публикации
- Реймерс Ф. Э. Растение во младенчестве. — 2-е изд., перераб. — Новосибирск: Наука, Сибирское отд-ние, 1987. — 184 с. — (Человек и окружающая среда).